# هيكتور موران
هيكتور موران (بالإسبانية: Héctor Morán)‏ (13 فبراير 1962 في الأوروغواي - ) هو لاعب كرة قدم أوروغواني في مركز الوسط. شارك مع منتخب الأوروغواي لكرة القدم. أما مع النوادي، فقد لعب مع أوليمبيا أسونسيون وناسيونال مونتيفيديو ويونيون إسبانيولا وسنترال إسبانيول وتكستيل منديتش ‏ ونادي سيرو.

## وصلات خارجية
- هيكتور موران على موقع الاتحاد الدولي (مؤرشف)  (الإنجليزية)
- هيكتور موران على موقع الاتحاد الأوربي (الإنجليزية)
- هيكتور موران على موقع قاعدة بيانات كرة القدم.إي يو (الإنجليزية)
- هيكتور موران على موقع ناشيونال فوتبول تيمز (الإنجليزية)
- هيكتور موران على موقع Soccerway.com (الإنجليزية)